# ريتشارد هو (سياسي)
ريتشارد هو (بالصينية: 胡赐道) (بالإنجليزية: Richard Hu)‏ هو سياسي سنغافوري، ولد في 30 أكتوبر 1926 في سنغافورة. حزبياً، نشط في حزب العمل الشعبي. وقد انتخب عضو مجلس الشعب السنغافوري.